# لیگ برتر والیبال مردان ایران ۱۳۷۹
لیگ برتر والیبال ایران ۱۳۷۹ چهارمین دوره لیگ برتر والیبال ایران می‌باشد. در پایان این دوره صنام تهران به عنوان قهرمانی دست یافت.

## جدول رده‌بندی
|      |                 |          | بازی‌ها | بازی‌ها | بازی‌ها | صعود یا سقوط                        |
| رتبه | تیم             | امتیازات | تعداد  | برد    | باخت   | صعود یا سقوط                        |
| ---- | --------------- | -------- | ------ | ------ | ------ | ----------------------------------- |
| ۱    | صنام تهران      | ۳۲       | ۱۶     | ۱۶     | ۰      | صعود به قهرمانی باشگاه‌های آسیا ۲۰۰۱ |
| ۲    | پیکان تهران     | ۲۷       | ۱۵     | ۱۲     | ۳      |                                     |
| ۳    | ابومسلم خراسان  | ۲۷       | ۱۶     | ۱۱     | ۵      |                                     |
| ۴    | پرسپولیس تهران  | ۲۵       | ۱۶     | ۹      | ۷      |                                     |
| ۵    | بازیافت تهران   | ۲۳       | ۱۶     | ۷      | ۹      |                                     |
| ۶    | نیوپان گنبد     | ۲۱       | ۱۵     | ۶      | ۹      |                                     |
| ۷    | مقاومت ارومیه   | ۲۰       | ۱۶     | ۴      | ۱۲     |                                     |
| ۸    | ذوب‌آهن اصفهان   | ۲۰       | ۱۶     | ۴      | ۱۲     |                                     |
| ۹    | هسا اصفهان      | ۱۸       | ۱۶     | ۲      | ۱۴     | سقوط به دسته اول                    |
| –    | شورای شهر تبریز | –        | –      | –      | –      | سقوط به دسته اول                    |

- شورای شهر تبریز در میانهٔ مسابقات از حضور در لیگ کناره‌گیری کرد.
- دیدار بین دو تیم پیکان تهران و نیوپان گنبد به دلیل ازدحام جمعیت در ست پنجم نیمه‌کاره ماند.

## رده‌بندی نهایی
| رتبه | تیم             |
| ---- | --------------- |
| 1    | صنام تهران      |
| 2    | پیکان تهران     |
| 3    | ابومسلم خراسان  |
| ۴    | پرسپولیس تهران  |
| ۵    | بازیافت تهران   |
| ۶    | نیوپان گنبد     |
| ۷    | مقاوت ارومیه    |
| ۸    | ذوب‌آهن اصفهان   |
| ۹    | هسا اصفهان      |
| –    | شورای شهر تبریز |

|  | راه‌یافته به قهرمانی باشگاه‌های آسیا ۲۰۰۱ |

|  | راه‌یافته به دسته اول |

| قهرمان فصل ۱۳۷۹ لیگ برتر ایران |
| ------------------------------ |
| صنام تهران نخستین قهرمانی      |

|  |  |